# بليموث (مقاطعة شيبويغان)
بليموث، مقاطعة شيبويغان (بالإنجليزية: Plymouth, Sheboygan County, Wisconsin)‏ هي بلدة تقع بولاية ويسكونسن في الولايات المتحدة. تبلغ مساحتها 81.6 (كم²)، وترتفع عن سطح البحر 253 م، بلغ عدد سكانها 3115 نسمة في عام 2000 حسب إحصاء مكتب تعداد الولايات المتحدة وتصل الكثافة السكانية فيها 38.2 نسمة/كم2.

## وصلات خارجية
- http://townplymouth.com/
- The US50 - Cities and Towns in Wisconsin State
- Wisconsin Cities and Towns, Facts, Map, Flag, Colleges, Government, and More